# アワーラッシー
アワーラッシー (Our Lassie、1900年 - 1916年) は、イギリスの競走馬。主な勝ち鞍は1903年の英オークス。
産駒のレディブリリアントを通して20世紀の競走馬の血統に大きな影響を与え、その牝系は現在も続いている。

## 生い立ち
アワーラッシーは、現役中のオーナーでもあるジャック・バーナート・ジョエルによって生産された。 
父は1888年に2000ギニーステークスとエプソムダービー、1889年にエクリプスステークスで優勝したエアシャー。母のユアーズはイギリスで一大牝系を築いたグランドダッチスの孫で、競走馬としては未勝利に終わったが、繁殖牝馬としてユアマジェスティ（アワーラッシーの半弟）などのステークス競走勝ち馬を輩出している。
その後、バークシャーのウォンテージで、ジョエルの専属調教師であるチャールズ・モートンが調教を行った。

## 競走馬時代

### 1902年（2歳）
4月24日にサンダウンパークプロデュースステークス（5ハロン以上、2000ポンド）でデビューし、勝利を挙げた。他の3レースでは、リングフィールドパーク競馬場のグレートフォールプレートで2着、リヴァプールのグレートランカシャーブリーダーズプロデュースステークスで3着、ヨーク競馬場のプリンスオブウェールズプレートで2着の成績を収めた。

### 1903年（3歳）

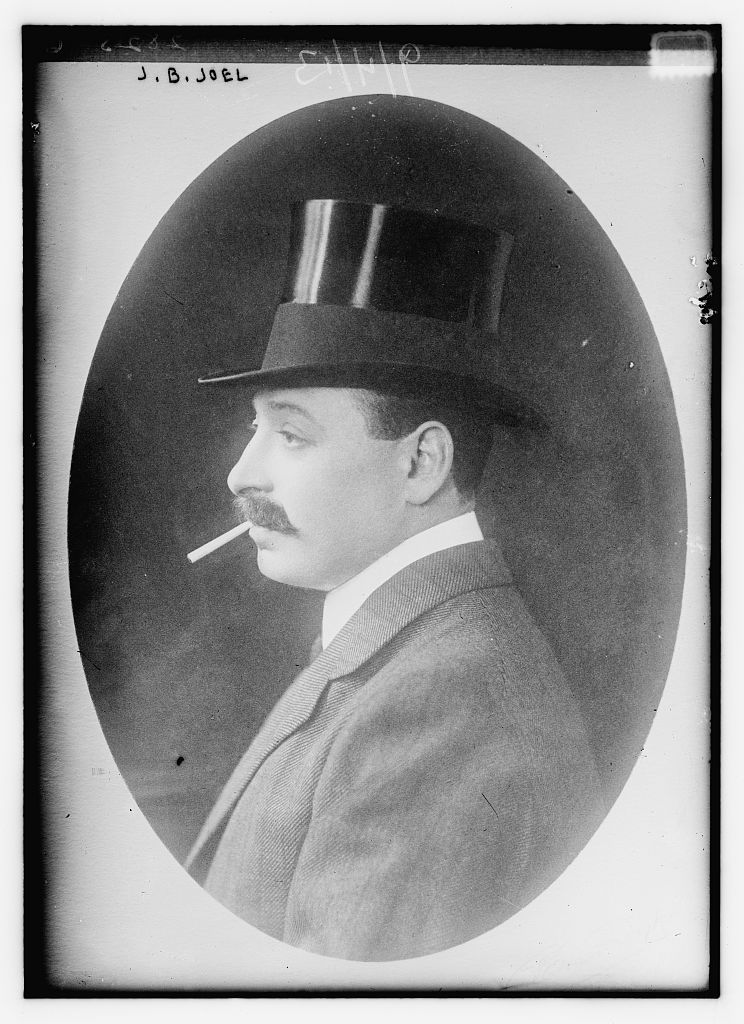
アワーラッシーの生産者兼馬主でるジャック・ジョエル（1914年）

クラシック競走に向けて、古馬も出走する3月27日のリンカーンハンデキャップでシーズン初出走。レース前の数日間は食欲不振に陥っていたが、馬主のジョエルはアワーラッシーの斤量がわずか84ポンドであること、すでにブックメーカーから10万ポンドの支援を受けていたことから、アワーラッシーの出走を決めた。しかし、やはり状態は悪く、優勝馬オーヴァーノートンの前に大敗した。
次走は5月29日にエプソム競馬場で開催される第125回オークスステークスに出走。ハマーコップ（ジュライステークス勝ち馬）が、1000ギニーステークスでアンラッキーな形で敗北したサンローズに先んじて1番人気となった。他には、バルブ、ダズリング、スカイスクレイパー（プリンスオブウェールズプレートでアワーラッシーに勝利した後、チェヴァリーパークステークスで優勝）などの有力馬が出走した。レースは波乱の展開となり、タッテナムコーナーでダズリングがサンローズと衝突し転倒。その時点でレディースマイルが先頭を走り、アワーラッシーはハマーコップに次ぐ3番手の位置を取った。最後の直線でハマーコップが前に出たが、アワーラッシーはゴール手前400m地点でハマーコップを悠々交わし、3馬身差をつけて優勝。スカイスクレイパーが3着に入線した。馬主のジャック・ジョエルは、エプソムダービーに勝利したロックサンドとのダブルベットで1万ポンドを獲得したと伝えられている。
オークス勝利から1週間後、アワーラッシーはマンチェスターカップに出走したが、ジンファンデルの4着に終わった。
9月はドンカスター競馬場で開催されるパークヒルステークスに出走したが、1000ギニーステークス勝ち馬であるクインテッセンスの6着に敗北。10月にニューマーケット競馬場で開催されたデュークオブヨークステークスもセプターの6着に終わった。

### 1904年（4歳）
4歳になってからも現役を続け、6月にシーズン初戦のロイヤルハントカップに出走したが、チャールダーシュの前に大敗。結局これ以降はレースに出走することは無く、年末に引退した。

## 繁殖牝馬時代
競走馬引退後、アワーラッシーは馬主のジョエルが経営する牧場で繁殖牝馬となった。1906年から1914年の間に少なくとも8頭の子馬を出産し、1916年に死亡した。
- Sweet Lassie：牝馬、1906年生れ。父Orme。
- Fair Lassie：牝馬、1907年生れ。父Orme。
- Yetman：牡馬、1908年生れ。父Persimmon。
- Perilla：牝馬、1910年生れ。父Polymelus。
- Parhelion：牡馬、1911年生れ。父Sundridge。4勝[4]。
- Lady Brilliant：牝馬、1912年生れ。父Sundridge。
- Hesperus：牡馬、1913年まれ。父Sunstar（英語版）
- Hollister：牡馬、1914年まれ。父Sunstar。

産駒から活躍馬は出なかったが、Lady Brilliant産駒のBlack Rayが繁殖牝馬として牝系の拡大に貢献した。Black Ray産駒（アワーラッシーの曾孫）のうち、Eclairのラインからはブラッシンググルーム、アグネスデジタル、アイルトンシンボリ、キングカメハメハなどが、Dawn Rayのラインからはレディーズシークレット、ビリーヴ、ジャンダルム、サークルオブライフなどが、Infra Redのラインからはゴルディコヴァ、ミルリーフ、ダイナコスモス、フジキセキなどが出ている。

## 主なファミリーライン
- Grand Duchess 1871 --- 22-d
  - Your Grace 1886
    - Yours 1894
      - Our Lassie 1900 ---↓改行
        - Lady Brilliant 1912
          - Black Ray 1919
            - Eclair 1930 ---→エクレア牝系へ
            - Dawn Ray 1935
              - （4代省略）
                - Great Lady M. 1975 ---→グレートレディーエム牝系へ

            - Infra Red 1936 ---→インフラレッド牝系へ

牝系図の主要な部分（太字はG1級競走優勝馬）は以下の通り。*は日本に輸入された馬。
- Our Lassie 1900
  - Sweet Lassie 1906
    - Country Maiden 1920
      - Merry Lassie 1927
        - Merry Miss 1934
          - Taffline 1940
            - Buckie 1947
              - Mototi 1955
                - Tipperary Gold 1964
                  - Kerry Lane 1979（オークランドC）

  - Perilla 1910
    - Naarilla 1917
      - Polonaise 1923
        - Fortaise 1941
          - Fourteen Carat 1950
            - Second String 1962
              - Luciana 1974
                - Lady Bronte 1983
                  - Western Red 1990（カンタベリーギニーズ、ワイカトスプリント）
                  - Lady Of Helena 1999 
                    - Begood Toya Mother 2014（サールパートクラークS）

  - Lady Brilliant 1912
    - Black Gem 1918
      - Brig O'Dee 1926
        - Indiscretion 1932 
          - Iskandaria 1942
            - Kandy Sauce 1953
              - Candy Gift 1959
                - My Candy 1973
                  - Summer Fashion 1985
                    - Definite Article 1992（愛ナショナルS）
                    - Summer Spice 2000
                      - Anice Stellato 2006
                        - Agnes Stewart 2012
                          - Fallen Angel 2021（愛1000ギニー、モイグレアスタッドS）

          - Iroquoise II 1943 
            - *インダブト 1949
              - メジロシンゲン 1964（京王杯スプリングH）

            - Indian Game 1953
              - Maina 1968
                - Indian Bird 1975
                  - Indian Love Song 1983
                    - Tomba 1994（フォレ賞）
                    - Holding court 1997（仏ダービー）

          - Imprudence 1944（英オークス、英1000ギニー、仏1000ギニー）
            - Peccadillo 1952
              - Winking Star 1959
                - Qui Blink 1966
                  - Qui Royalty 1977 
                    - Bakharoff 1983（英フューチュリティS）
                    - Emperor Jones 1990
                    - Appointed One 1992
                      - *アポインテッドデイ 2001

                - Flickering Star 1973
                  - Nahema 1982
                    - Questress 1994 
                      - Gold Vault 2000
                        - *コンテスティッド 2009（エイコーンS、テストS）
                          - ギベオン 2015（金鯱賞、中日新聞杯）

          - Intrigante 1950
            - Impartial 1957
              - Denning Report 1962
                - Christine 1967 
                  - Shulistra 1972
                    - Shulich 1981（ミラノ大賞典）

                  - Smageta 1979
                    - Ragera 1992
                      - Rakti 1999（クイーンエリザベス2世S、英チャンピオンSほか）

                  - Svelt 1983（伊2000ギニー）

    - Black Ray 1919
      - Eastern Light 1923
        - Maria Zell 1939
          - *フオーレル 1950
            - リユウフオーレル 1959（有馬記念、天皇賞（秋）、宝塚記念、京都記念（春）、鳴尾記念、日本経済新春杯、神戸盃）

      - Eclair 1930 ---→エクレア牝系へ
      - Sans Lumiere 1932
        - Brilliancy 1945 
          - Splendored 1954
            - Tout Compris 1964
              - Sans Supplement 1974
                - Itsallgreektome 1987（ハリウッドターフC、ハリウッドダービー）

          - Brilliant Petare 1962
            - Elite Turn 1968
              - Simply Elegant 1973
                - Thorn Apple 1980
                  - Tescudera 1987
                    - Thinkinstrait 1992
                      - Stormy Sunday 2002
                        - Hansen 2009（BCジュヴェナイル）

      - Dawn Ray 1935
        - Implicit Trust 1947
          - Trustworthy 1956
            - Sweety Kid 1963
              - Sovereign Lady 1969
                - Great Lady M. 1975 ---→グレートレディーエム牝系へ
                - Flip's Little Girl 1977
                  - *カサダガ 1986
                    - *ストーンステッパー 1993（根岸S、ガーネットS、群馬記念）

              - Queen of Cornwall 1977
                - Tiara Lady 1990 
                  - Glimmers 1996
                    - Gold Edition 2003（アスコットヴェイルS）

            - Ferly 1968
              - Bally Knockan 1979 
                - To Die For 1985
                  - Nordic Living 1991
                    - Titian Saga 2003
                      - Winter Power 2018（ナンソープS）

      - Infra Red 1936 ---→インフラレッド牝系へ

牝系図の出典：Galopp-Sieger

## 血統表
| アワーラッシー(Our Lassie)の血統 | アワーラッシー(Our Lassie)の血統                                        | アワーラッシー(Our Lassie)の血統                                        | （血統表の出典）                                                        | （血統表の出典） |
| 父系                             | タッチストン系                                                          | タッチストン系                                                          | タッチストン系                                                          |                  |
| 父 Ayrshire 1885 鹿毛            | 父の父Hampton 1872 鹿毛                                                 | Lord Clifden                                                            | Newminster                                                              | Newminster       |
| 父 Ayrshire 1885 鹿毛            | 父の父Hampton 1872 鹿毛                                                 | Lord Clifden                                                            | The Slave                                                               |                  |
| 父 Ayrshire 1885 鹿毛            | 父の父Hampton 1872 鹿毛                                                 | Lady Langden                                                            | Kettledrum                                                              | Kettledrum       |
| 父 Ayrshire 1885 鹿毛            | 父の父Hampton 1872 鹿毛                                                 | Lady Langden                                                            | Haricot                                                                 |                  |
| 父 Ayrshire 1885 鹿毛            | 父の母Atalanta 1878 黒鹿毛                                              | Galopin                                                                 | Vedette                                                                 | Vedette          |
| 父 Ayrshire 1885 鹿毛            | 父の母Atalanta 1878 黒鹿毛                                              | Galopin                                                                 | Flying Duchess                                                          |                  |
| 父 Ayrshire 1885 鹿毛            | 父の母Atalanta 1878 黒鹿毛                                              | Feronia                                                                 | Thormanby                                                               | Thormanby        |
| 父 Ayrshire 1885 鹿毛            | 父の母Atalanta 1878 黒鹿毛                                              | Feronia                                                                 | Woodbine                                                                |                  |
| 母 Yours 1894 鹿毛               | 母の父Melton 1882 鹿毛                                                  | Master Kildare                                                          | Lord Ronald                                                             | Lord Ronald      |
| 母 Yours 1894 鹿毛               | 母の父Melton 1882 鹿毛                                                  | Master Kildare                                                          | Silk                                                                    |                  |
| 母 Yours 1894 鹿毛               | 母の父Melton 1882 鹿毛                                                  | Violet Melrose                                                          | Scottish Chief                                                          | Scottish Chief   |
| 母 Yours 1894 鹿毛               | 母の父Melton 1882 鹿毛                                                  | Violet Melrose                                                          | Violet                                                                  |                  |
| 母 Yours 1894 鹿毛               | 母の母Your Grace 1886 黒鹿毛                                            | Galliard                                                                | Galopin                                                                 | Galopin          |
| 母 Yours 1894 鹿毛               | 母の母Your Grace 1886 黒鹿毛                                            | Galliard                                                                | Mavis                                                                   |                  |
| 母 Yours 1894 鹿毛               | 母の母Your Grace 1886 黒鹿毛                                            | Grand Duchess                                                           | Lozenge                                                                 | Lozenge          |
| 母 Yours 1894 鹿毛               | 母の母Your Grace 1886 黒鹿毛                                            | Grand Duchess                                                           | Ladylike                                                                |                  |
| 母系(F-No.)                      | (FN:22-d)                                                               | (FN:22-d)                                                               | (FN:22-d)                                                               | [ § 2 ]          |
| 5代内の近親交配                  | Galopin 3×4、Newminster 4×5、Thormanby 4×5、Woodbine 4×5、Stockwell 5×5 | Galopin 3×4、Newminster 4×5、Thormanby 4×5、Woodbine 4×5、Stockwell 5×5 | Galopin 3×4、Newminster 4×5、Thormanby 4×5、Woodbine 4×5、Stockwell 5×5 | [ § 3 ]          |
| 出典                             | 1. 2. 3.                                                                | 1. 2. 3.                                                                | 1. 2. 3.                                                                | 1. 2. 3.         |